# Nova Sela (Kula Norinska)
Nova Sela falu Horvátországban, Dubrovnik-Neretva megyében. Közigazgatásilag Kula Norinskához tartozik.

## Fekvése
Makarskától légvonalban 46, közúton 62 km-re délkeletre, Pločétól légvonalban 9, közúton 29 km-re északkeletre, községközpontjától 12 km-re északnyugatra, a Kula Norinskát az A1-es autópályával összekötő 62-es számú főút mentén, egy hullámos fennsíkon fekszik.

## Története
A település területén talált középkori sírkövek tanúsága szerint itt már a török uralmat megelőzően a 15. században éltek emberek. Szakemberek feltételezik, hogy a mai Nova Sela helyén állt a középkori Novi vára, mely a szomszédos Vratarhoz hasonlóan a Vlatković  család tulajdonában volt. Az is ismert, hogy a mai Szent Antal templom környékét régen is Kulinának (kula = torony) nevezték még azelőtt, hogy 1694 után Bebić szerdár felépítette ide a saját tornyát. Ebből is könnyen kikövetkeztethető, hogy a hely nevét egy másik, régebbi toronyvárról kaphatta. A Nova Sela név is már létezett 1687-ben még azelőtt, hogy Hercegovinából az új lakosság megérkezett volna megalapítva a mai települést.
A mai település a török uralom végével a 17. század végén, 1690 körül népesült be. A lakosság döntően azoktól a betelepülőktől származott, akik a moreai háború idején érkeztek ide Hercegovinából Mate Bebić szerdár vezetése alatt. A török uralom után a terület a Velencei Köztársaság része lett. A 17. század végén és a 18. század elején a plinai plébános nemcsak a plinai plébánia területét, hanem a Borovciig terjedő terület, így Nova Sela lelki szolgálatát is ellátta. 1720-ban Borovci önálló plébánia székhelye lett, melyhez Nova Sela, Rujnica, Desne és Vid települések is hozzá tartoztak. Az 1733-ban újraalapított borovci plébánia Borovci, Nova Sela, Desne és Rujnica településeket foglalta magában. 1760-ban Stjepan Blašković makarskai püspök Desnát és Rujnicát is elcsatolta, melyek önálló plébániát kaptak. Nova Sela egészen 1957-ig a borovci plébániához tartozott.
A velencei uralomnak 1797-ben vége szakadt és osztrák csapatok vonultak be Dalmáciába. 1806-ban az osztrákokat legyőző franciák uralma alá került, de Napóleon lipcsei veresége után 1813-ban újra az osztrákoké lett. A településnek 1880-ban 320, 1910-ben 449 lakosa volt. 1918-ban az új szerb-horvát-szlovén állam, majd később Jugoszlávia része lett. 1931-ben a falunak 471 lakosa volt. A második világháború idején a Független Horvát Állam része volt. A háború után a település a szocialista Jugoszláviához került. 1957-ben Nova Sela kivált a borovci plébániából és önálló plébánia lett. Megindult a lakosság elvándorlása, mely különösen az 1960-as és 1970-es években erősödött fel. 1991-től a független Horvát Köztársaság része. 1992-ig közigazgatásilag Metković községhez tartozott. 1993. január 1-jén megalakult Kula Norinska község, melynek Nova Sela is a része lett. A településnek 2011-ben már csak 36 lakosa volt.

## Népesség
| Lakosság változása | Lakosság változása | Lakosság változása | Lakosság változása | Lakosság változása | Lakosság változása | Lakosság változása | Lakosság változása | Lakosság változása | Lakosság változása | Lakosság változása | Lakosság változása | Lakosság változása | Lakosság változása | Lakosság változása | Lakosság változása |
| ------------------ | ------------------ | ------------------ | ------------------ | ------------------ | ------------------ | ------------------ | ------------------ | ------------------ | ------------------ | ------------------ | ------------------ | ------------------ | ------------------ | ------------------ | ------------------ |
| 1857               | 1869               | 1880               | 1890               | 1900               | 1910               | 1921               | 1931               | 1948               | 1953               | 1961               | 1971               | 1981               | 1991               | 2001               | 2011               |
| 0                  | 0                  | 320                | 376                | 431                | 449                | 524                | 471                | 428                | 449                | 432                | 228                | 107                | 66                 | 55                 | 36                 |

(1857-ben és 1869-ben lakosságát Borovcihoz számították.)

## Nevezetességei
Páduai Szent Antal tiszteletére szentelt plébániatemploma a Kulinának nevezett településrészen áll. A templom egy régi kápolna helyén épült, melyet 1774-ben említenek egy esküvő alkalmával, melyet benne tartottak. A mai templomot 1830-ban építették, miután a kápolnát lebontották. A templom 15 méter hosszú, 6 méter széles, négyszögletes apszisa van. A kapuzat lunettájában Szent Antal domborműve látható karján a kis Jézussal. A homlokzat közepén hatágú rózsaablak található, míg az oromzaton épített nyitott harangtorony három harang számára készült. 1965-ben az új liturgikus előírások szerint a szentélyt átrendezték. Ekkor épült a régi oltár helyett a szembemiséző oltár. Mögé az apszis belső falára nagyméretű feszületet helyeztek. Szent Antal szobra a diadalív jobb oldalán látható. 1988-ban az épületet teljesen megújították. A templomot kőfallal övezett temető veszi körül.